# Arbnor Fejzullahu
Arbnor Fejzullahu (Preševo, 8 aprile 1993) è un ex calciatore albanese, di ruolo difensore.

## Biografia
Nato a Preševo, nell'allora provincia autonoma jugoslava del Kosovo.

## Carriera

### Club
Il 7 luglio 2014 viene acquistato dal Partizani Tirana e firma un contratto triennale con scadenza il 30 giugno 2017.
Il 13 luglio 2018 viene acquistato a titolo definitivo dalla squadra svizzera dello Neuchâtel Xamax, con cui firma un contratto annuale con scadenza il 30 giugno 2019.

### Nazionale
Debutta con la maglia della nazionale albanese Under-21 il 10 novembre 2011 nella partita valida per le qualificazioni all'Europeo 2013, persa per 0-1 contro la Russia.
Riceve la sua prima convocazione in nazionale maggiore l'8 giugno 2015 per la partita amichevole contro la Francia del 13 giugno 2015.
Il 13 giugno 2015 successivo fa il suo debutto con la nazionale albanese nella partita amichevole contro la Francia, nella quale ha esordito subentrando al minuto 88 a Sokol Çikalleshi.

## Statistiche

### Presenze e reti nei club
Statistiche aggiornate al 17 marzo 2019.
| Stagione                | Squadra                 | Campionato              | Campionato | Campionato | Coppe nazionali | Coppe nazionali | Coppe nazionali | Coppe continentali | Coppe continentali | Coppe continentali | Altre coppe | Altre coppe | Altre coppe | Totale | Totale |
| Stagione                | Squadra                 | Comp                    | Pres       | Reti       | Comp            | Pres            | Reti            | Comp               | Pres               | Reti               | Comp        | Pres        | Reti        | Pres   | Reti   |
| ----------------------- | ----------------------- | ----------------------- | ---------- | ---------- | --------------- | --------------- | --------------- | ------------------ | ------------------ | ------------------ | ----------- | ----------- | ----------- | ------ | ------ |
| 2011-2012               | Besa Kavajë             | KP                      | 25+1       | 1+0        | CA              | 4               | 1               | -                  | -                  | -                  | -           | -           | -           | 30     | 2      |
| 2012-2013               | Besa Kavajë             | KS                      | 20         | 0          | CA              | 3               | 0               | -                  | -                  | -                  | -           | -           | -           | 23     | 0      |
| 2013-2014               | Besa Kavajë             | KS                      | 27         | 0          | CA              | 0               | 0               | -                  | -                  | -                  | -           | -           | -           | 27     | 0      |
| Totale Besa Kavajë      | Totale Besa Kavajë      | Totale Besa Kavajë      | 72+1       | 1+0        |                 | 7               | 1               |                    | -                  | -                  |             | -           | -           | 80     | 2      |
| 2014-2015               | Partizani Tirana        | KS                      | 33         | 0          | CA              | 2               | 1               | -                  | -                  | -                  | -           | -           | -           | 35     | 1      |
| 2015-2016               | Partizani Tirana        | KS                      | 33         | 1          | CA              | 2               | 0               | UEL                | 2                  | 0                  | -           | -           | -           | 37     | 1      |
| 2016-2017               | Partizani Tirana        | KS                      | 26         | 0          | CA              | 2               | 0               | UCL+UEL            | 0+2                | 0                  | -           | -           | -           | 30     | 0      |
| 2017-2018               | Partizani Tirana        | KS                      | 5          | 0          | CA              | 1               | 0               | UEL                | 2                  | 0                  | -           | -           | -           | 8      | 0      |
| Totale Partizani Tirana | Totale Partizani Tirana | Totale Partizani Tirana | 97         | 1          |                 | 7               | 1               |                    | 6                  | 0                  |             | -           | -           | 110    | 2      |
| 2018-2019               | Neuchâtel Xamax         | SL                      | 6          | 0          | CS              | 2               | 0               | -                  | -                  | -                  | -           | -           | -           | 8      | 0      |
| Totale carriera         | Totale carriera         | Totale carriera         | 175+1      | 2+0        |                 | 16              | 2               |                    | 6                  | 0                  |             | -           | -           | 198    | 4      |

### Cronologia presenze e reti in nazionale
| Cronologia completa delle presenze e delle reti in nazionale ― Albania | Cronologia completa delle presenze e delle reti in nazionale ― Albania | Cronologia completa delle presenze e delle reti in nazionale ― Albania | Cronologia completa delle presenze e delle reti in nazionale ― Albania | Cronologia completa delle presenze e delle reti in nazionale ― Albania | Cronologia completa delle presenze e delle reti in nazionale ― Albania | Cronologia completa delle presenze e delle reti in nazionale ― Albania | Cronologia completa delle presenze e delle reti in nazionale ― Albania |
| Data                                                                   | Città                                                                  | In casa                                                                | Risultato                                                              | Ospiti                                                                 | Competizione                                                           | Reti                                                                   | Note                                                                   |
| ---------------------------------------------------------------------- | ---------------------------------------------------------------------- | ---------------------------------------------------------------------- | ---------------------------------------------------------------------- | ---------------------------------------------------------------------- | ---------------------------------------------------------------------- | ---------------------------------------------------------------------- | ---------------------------------------------------------------------- |
| 13-6-2015                                                              | Elbasan                                                                | Albania                                                                | 1 – 0                                                                  | Francia                                                                | Amichevole                                                             | -                                                                      | 88’                                                                    |
| Totale                                                                 |                                                                        | Presenze                                                               | 1                                                                      |                                                                        | Reti                                                                   | 0                                                                      |                                                                        |

| Cronologia completa delle presenze e delle reti in nazionale ― Albania under 21 | Cronologia completa delle presenze e delle reti in nazionale ― Albania under 21 | Cronologia completa delle presenze e delle reti in nazionale ― Albania under 21 | Cronologia completa delle presenze e delle reti in nazionale ― Albania under 21 | Cronologia completa delle presenze e delle reti in nazionale ― Albania under 21 | Cronologia completa delle presenze e delle reti in nazionale ― Albania under 21 | Cronologia completa delle presenze e delle reti in nazionale ― Albania under 21 | Cronologia completa delle presenze e delle reti in nazionale ― Albania under 21 |
| Data                                                                            | Città                                                                           | In casa                                                                         | Risultato                                                                       | Ospiti                                                                          | Competizione                                                                    | Reti                                                                            | Note                                                                            |
| ------------------------------------------------------------------------------- | ------------------------------------------------------------------------------- | ------------------------------------------------------------------------------- | ------------------------------------------------------------------------------- | ------------------------------------------------------------------------------- | ------------------------------------------------------------------------------- | ------------------------------------------------------------------------------- | ------------------------------------------------------------------------------- |
| 10-11-2011                                                                      | Durazzo                                                                         | Albania under 21                                                                | 0 – 1                                                                           | Russia under 21                                                                 | Qual. Europeo Under-21 2013                                                     | -                                                                               | 42’                                                                             |
| 14-11-2011                                                                      | Durazzo                                                                         | Albania under 21                                                                | 2 – 2                                                                           | Portogallo under 21                                                             | Qual. Europeo Under-21 2013                                                     | -                                                                               |                                                                                 |
| 12-6-2012                                                                       | Khimki                                                                          | Russia under 21                                                                 | 0 – 0                                                                           | Albania under 21                                                                | Qual. Europeo Under-21 2013                                                     | -                                                                               |                                                                                 |
| 6-9-2012                                                                        | Tiraspol                                                                        | Moldavia under 21                                                               | 2 – 1                                                                           | Albania under 21                                                                | Qual. Europeo Under-21 2013                                                     | -                                                                               | 8’ 58’                                                                          |
| 14-11-2013                                                                      | Budapest                                                                        | Ungheria under 21                                                               | 0 – 2                                                                           | Albania under 21                                                                | Qual. Europeo Under-21 2015                                                     | -                                                                               |                                                                                 |
| 5-3-2014                                                                        | Graz                                                                            | Austria under 21                                                                | 1 – 3                                                                           | Albania under 21                                                                | Qual. Europeo Under-21 2015                                                     | -                                                                               |                                                                                 |
| Totale                                                                          |                                                                                 | Presenze                                                                        | 6                                                                               |                                                                                 | Reti                                                                            | 0                                                                               |                                                                                 |

| Cronologia completa delle presenze e delle reti in nazionale ― Albania under 19 | Cronologia completa delle presenze e delle reti in nazionale ― Albania under 19 | Cronologia completa delle presenze e delle reti in nazionale ― Albania under 19 | Cronologia completa delle presenze e delle reti in nazionale ― Albania under 19 | Cronologia completa delle presenze e delle reti in nazionale ― Albania under 19 | Cronologia completa delle presenze e delle reti in nazionale ― Albania under 19 | Cronologia completa delle presenze e delle reti in nazionale ― Albania under 19 | Cronologia completa delle presenze e delle reti in nazionale ― Albania under 19 |
| Data                                                                            | Città                                                                           | In casa                                                                         | Risultato                                                                       | Ospiti                                                                          | Competizione                                                                    | Reti                                                                            | Note                                                                            |
| ------------------------------------------------------------------------------- | ------------------------------------------------------------------------------- | ------------------------------------------------------------------------------- | ------------------------------------------------------------------------------- | ------------------------------------------------------------------------------- | ------------------------------------------------------------------------------- | ------------------------------------------------------------------------------- | ------------------------------------------------------------------------------- |
| 5-10-2011                                                                       | Seitenstetten                                                                   | Danimarca under 19                                                              | 1 – 0                                                                           | Albania under 19                                                                | Qual. Europeo Under-19 2011                                                     | -                                                                               |                                                                                 |
| 7-10-2011                                                                       | Seitenstetten                                                                   | Austria under 19                                                                | 0 – 0                                                                           | Albania under 19                                                                | Qual. Europeo Under-19 2011                                                     | -                                                                               | cap. 65’ 67’                                                                    |
| 10-10-2011                                                                      | Seitenstetten                                                                   | Albania under 19                                                                | 4 – 0                                                                           | Malta under 19                                                                  | Qual. Europeo Under-19 2011                                                     | -                                                                               | 30’ 61’                                                                         |
| Totale                                                                          |                                                                                 | Presenze                                                                        | 3                                                                               |                                                                                 | Reti                                                                            | 0                                                                               |                                                                                 |